# Ciaskowy Klin

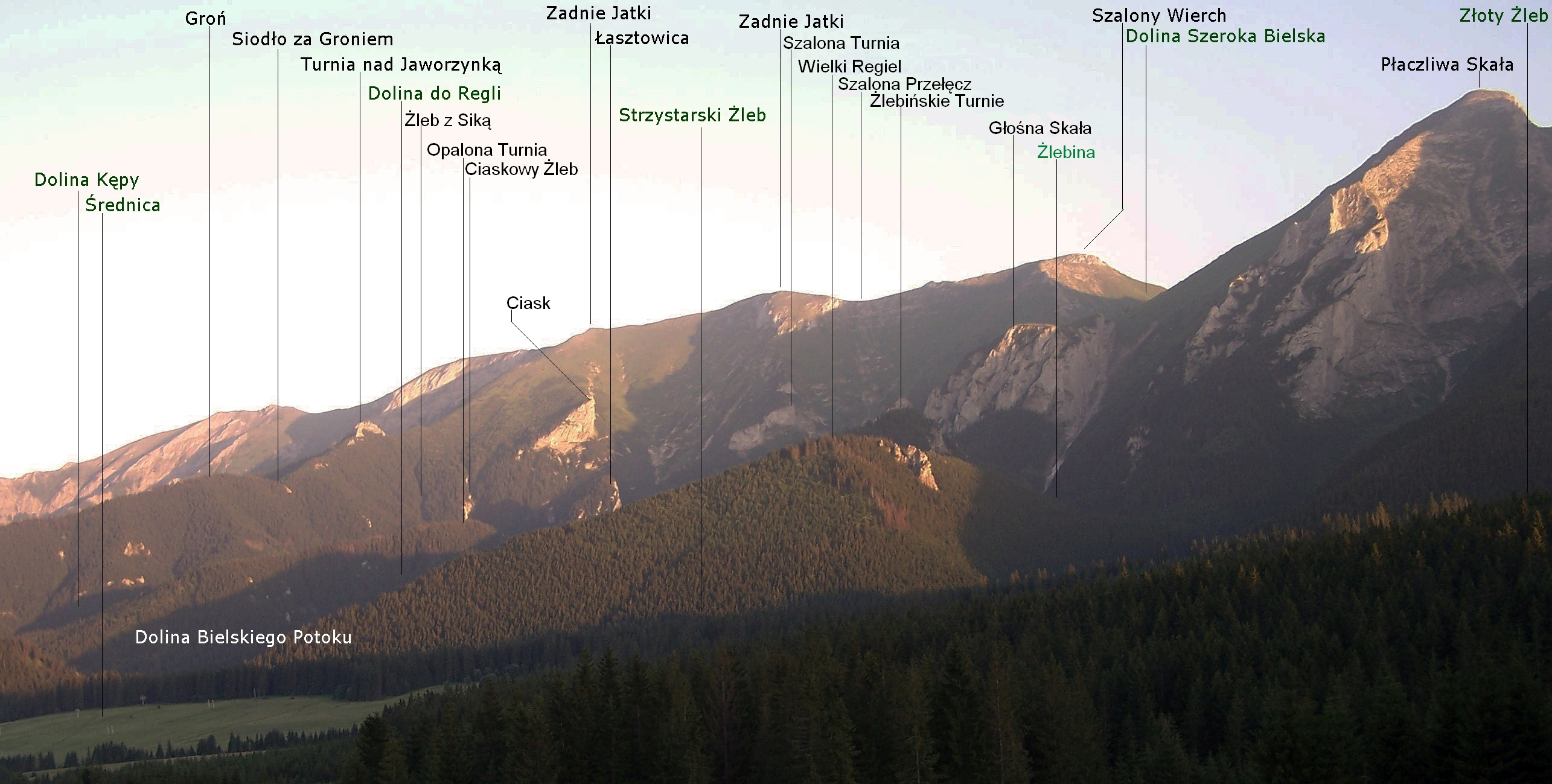

Ciaskowy Klin (niem. Ciask Keil, słow. Čosek, węg. Ciask-ék) – grzęda w Dolinie Kępy w słowackich Tatrach Bielskich. Odgałęzia się około 200 m poniżej górnej części Zadniego Diablego Grzbietu i opada na północny zachód do Doliny Kępy oddzielając jej najwyższą część od Ciaskowego Żlebu. Do żlebu tego opada skalnymi ściankami. Ciaskowy Klin to szeroka, mało stroma i porośnięta górą trawami, dołem kosodrzewiną grzęda. W dolnej części podcięta jest kazalnicą o nazwie Ciask.
Ciaskowy Klin znajduje się na obszarze ochrony ścisłej Tatrzańskiego Parku Narodowego.